# ایزو کورپوریشن
ابرشرکت ایزو، (انگلیسی: Eizo) ابرشرکت فناوری اطلاعات ژاپنی است، که در سال ۱۹۶۸ تأسیس شد.